# Ordinatio sacerdotalis

Wappen Papst Johannes Pauls II.

Ordinatio sacerdotalis (lat., deutsch: Die priesterliche Weihe) (abgekürzt OS) ist der Titel des am 22. Mai 1994 veröffentlichten Apostolischen Schreibens von Papst Johannes Paul II. Mit diesem Schreiben wandte sich der Papst an die Bischöfe und führte die Lehre der Kirche über die nur Männern vorbehaltene Priesterweihe aus.

## Einleitung
Johannes Paul II. kommt schon in seiner Einleitung zum Kern seiner Aussage, wenn er schreibt: „Die Priesterweihe, durch welche das von Christus seinen Aposteln anvertraute Amt übertragen wird, die Gläubigen zu lehren, zu heiligen und zu leiten, war in der katholischen Kirche von Anfang an ausschließlich Männern vorbehalten. An dieser Tradition haben auch die Ostkirchen getreu festgehalten“ (OS Nr. 1). Sein Amtsvorgänger Paul VI. hatte den Standpunkt der katholischen Kirche in einem Brief an den Erzbischof von Canterbury 1975 ebenso klar umrissen: „Sie hält daran fest, dass es aus prinzipiellen Gründen nicht zulässig ist, Frauen zur Priesterweihe zuzulassen. Zu diesen Gründen gehören: das in der Heiligen Schrift bezeugte Vorbild Christi, der nur Männer zu Aposteln wählte, die konstante Praxis der Kirche, die in der ausschließlichen Wahl von Männern Christus nachahmte, und ihr lebendiges Lehramt, das beharrlich daran festhält, dass der Ausschluss von Frauen vom Priesteramt in Übereinstimmung steht mit Gottes Plan für seine Kirche“ (übersetzt nach OS Anmerkung 1).

## ErklärungInter insigniores
Johannes Paul II. verweist auf die Erklärung Inter insigniores der Kongregation für die Glaubenslehre. Die Erklärung wiederholt und erläutert die von Papst Paul VI. dargelegten Gründe dieser Lehre, wobei geschlussfolgert wird, dass die Kirche für sich nicht die Vollmacht in Anspruch nehme, Frauen zur Priesterweihe zuzulassen (Inter insigniores Nr. 100), da es sich um eine göttliche Verfügung handle. Zu solchen Gründen fügt jenes Dokument noch theologische Argumente hinzu, die die Angemessenheit jener Verfügung für die Kirche erläutern, und bringt zum Ausdruck, dass die Handlungsweise Christi nicht auf soziologischen oder kulturellen Motiven der damaligen Zeit beruhte. So führte Paul VI. erläuternd aus: „[D]er wahre Grund liegt darin, dass Christus es so festgelegt hat, als er die Kirche mit ihrer grundlegenden Verfassung und ihrer theologischen Anthropologie ausstattete, der dann in der Folge die Tradition der Kirche stets gefolgt ist“ (OS Nr. 2).
Der Papst weist auf sein Apostolisches Schreiben Mulieris dignitatem hin und wiederholt: „Wenn Christus nur Männer zu seinen Aposteln berief, tat er das völlig frei und unabhängig. Er tat es mit derselben Freiheit, mit der er in seinem Gesamtverhalten die Würde und Berufung der Frau betonte, ohne sich nach den herrschenden Sitten und nach der auch von der Gesetzgebung der Zeit gebilligten Tradition zu richten“ (Mulieris dignitatem Nr. 26).

## Evangelien und Apostelgeschichte
In Ordinatio sacerdotalis legt der Papst die Heilige Schrift als Quelle zugrunde und führt zur Wahl der Apostel aus: Christus erwählte die, die er wollte (Mk 3,13–14 ; Joh 6,70 ) und tat das zusammen mit dem Vater „durch den Heiligen Geist“ (Apg 1,2 ), nachdem er die Nacht im Gebet verbracht hatte (Lk 6,12 ). Darum hat die Kirche bei der Zulassung zum Weihesakrament (vgl. Dogmatische Konstitution Lumen gentium, Nr. 28; Dekret Presbyterorum ordinis, Nr. 2) stets als feststehende Norm die Vorgehensweise ihres Herrn bei der Erwählung der zwölf Männer anerkannt, die er als Grundsteine seiner Kirche gelegt hatte (Offb 21,14 ). Sie übernahmen in der Tat nicht nur eine Funktion, die dann von jedem beliebigen Mitglied der Kirche hätte ausgeübt werden können, sondern sie wurden in besonderer Weise und zutiefst mit der Sendung des fleischgewordenen Wortes selbst verbunden (Mt 10,1.7–8 ; Mt 28,16–20 ; Mk 3,13–15 ; Mk 16,14–15 ). Die Apostel taten das gleiche, als sie Mitarbeiter wählten, die ihnen in ihrem Amt nachfolgen sollten. In diese Wahl waren auch jene eingeschlossen, die durch die Zeiten der Geschichte der Kirche hindurch die Sendung der Apostel fortführen sollten, Christus, den Herrn und Erlöser, zu vergegenwärtigen (vgl. Lumen gentium Nr. 20 und 21; OS Nr. 2).

## Stellung der Frau in der Kirche
Der Papst erklärt, dass die Jungfrau Maria, obwohl sie niemals einen apostolischen Sendungsauftrag erhalten habe und ihr auch nicht das Priestertum verliehen wurde, Mutter Gottes und Mutter der Kirche sei. Dies bringe klar zum Ausdruck, dass die Nichtzulassung der Frau zur Priesterweihe weder eine Minderung ihrer Würde noch eine Diskriminierung darstelle (OS Nr. 3). Wie von der Erklärung Inter Insigniores herausgestellt wurde, wünscht die Kirche, dass die christlichen Frauen sich „der Größe ihrer Sendung voll bewusst“ würden: Ihre Aufgabe sei „heutzutage von höchster Bedeutung sowohl für die Erneuerung und Vermenschlichung der Gesellschaft als auch dafür, dass die Gläubigen das wahre Antlitz der Kirche wieder neu entdecken“ (Inter Insigniores Nr. 115–116).
Weiter heißt es in Ordinatio sacerdotalis, dass, auch wenn „die Gegenwart und die Rolle der Frau im Leben und in der Sendung der Kirche nicht an das Amtspriestertum gebunden“ sind, beide doch „absolut notwendig und unersetzbar“ blieben. Das Neue Testament und die ganze Kirchengeschichte erwiesen umfassend die Präsenz von Frauen in der Kirche als wahre Jüngerinnen und Zeugen Christi in der Familie und im bürgerlichen Beruf oder in der vollkommenen Weihe an den Dienst für Gott und das Evangelium. „In der Tat hat die Kirche, indem sie für die Würde der Frau und ihre Berufung eintrat, Verehrung und Dankbarkeit für jene zum Ausdruck gebracht, die – in Treue zum Evangelium – zu allen Zeiten an der apostolischen Sendung des ganzen Gottesvolkes teilgenommen haben. Es handelt sich um heilige Märtyrinnen, Jungfrauen, Mütter, die mutig ihren Glauben bezeugt und dadurch, dass sie ihre Kinder im Geiste des Evangeliums erzogen, den Glauben und die Überlieferung der Kirche weitergegeben haben“ (Mulieris dignitatem, Nr. 27; OS Nr. 3).
Auf der anderen Seite sei die hierarchische Struktur der Kirche vollkommen auf die Heiligkeit der Gläubigen ausgerichtet. Daher rufe die Erklärung Inter Insigniores in Erinnerung, „das einzige höhere Charisma, das sehnlichst erstrebt werden solle, sei die Liebe“ (vgl. 12,12 ). „Die Größten im Himmelreich sind nicht die Amtsträger, sondern die Heiligen“.
Johannes Paul II. führt an dieser Stelle an, dass, „obwohl die Lehre über die nur Männern vorbehaltene Priesterweihe sowohl von der beständigen und umfassenden Überlieferung der Kirche bewahrt als auch vom Lehramt in den Dokumenten der jüngeren Vergangenheit mit Beständigkeit gelehrt“ worden sei, diese Lehre in unserer Zeit einerseits „verschiedenenorts für diskutierbar“ gehalten, andererseits aber dieser Entscheidung der Kirche lediglich disziplinäre Bedeutung zugeschrieben werde. Er fährt daher fort:

„Damit also jeder Zweifel bezüglich der bedeutenden Angelegenheit, die die göttliche Verfassung der Kirche selbst betrifft, beseitigt wird, erkläre ich kraft meines Amtes, die Brüder zu stärken (Lk 22,32 ), dass die Kirche keinerlei Vollmacht hat, Frauen die Priesterweihe zu spenden, und dass sich alle Gläubigen der Kirche endgültig an diese Entscheidung zu halten haben. (OS Nr. 4)“

## Zweifel an der Endgültigkeit der Lehre vonOrdinatio Sacerdotalis
Die Kongregation für die Glaubenslehre antwortete am 28. Oktober 1995 auf Zweifel, ob die in Ordinatio sacerdotalis vorgelegte Lehre als endgültig zu halten und zum Glaubensgut gehörend zu betrachten sei, mit Ja und fügte folgende Begründung an:

„Diese Lehre fordert eine endgültige Zustimmung [assensum definitivum], weil sie, auf dem geschriebenen Wort Gottes gegründet und in der Überlieferung der Kirche von Anfang an beständig bewahrt und angewandt, vom ordentlichen und universalen Lehramt unfehlbar vorgetragen worden ist (vgl. Zweites Vatikanisches Konzil, Dogmatische Konstitution Lumen gentium, 25,2). Aus diesem Grund hat der Papst angesichts der gegenwärtigen Lage in Ausübung seines eigentlichen Amtes, die Brüder zu stärken (vgl. Lk 22,32 ), die gleiche Lehre mit einer förmlichen Erklärung vorgelegt, in ausdrücklicher Darlegung dessen, was immer, überall und von allen Gläubigen festzuhalten ist, insofern es zum Glaubensgut gehört.“

Auf mehrfach geäußerten Zweifel an der Endgültigkeit der Lehre bekräftigte 2018 der Präfekt der Glaubenskongregation, Kardinal Luis Ladaria, in einem Beitrag für die Vatikanzeitung „L’Osservatore Romano“ nochmals den Ausschluss der Frauen von der Ordination. Er wendet sich gegen das Argument nach dem der Frauenausschluss nicht ex cathedra definiert und deshalb veränderbar sei: „Das Ausstreuen solcher Zweifel weckt große Verwirrung unter den Gläubigen, und zwar nicht nur bezüglich des Weihesakraments, das zur göttlichen Verfassung der Kirche gehört, sondern auch bezüglich des ordentlichen Lehramts, das die katholische Lehre unfehlbar vorlegen kann“. Damit drückt er offenbar aus, dass er Ordinatio sacerdotalis für unfehlbar hält. Es handelt sich dabei um eine Interpretation der Bedeutung des Schreibens, nicht etwa um eine nachträgliche Unfehlbarkeits-Erklärung, zu der die Glaubenskongregation gem. c. 749 CIC nicht befugt ist.
Ob Ordinatio sacerdotalis selbst die Unfehlbarkeit (Infallibilität) des Ausschlusses von Frauen von der Ordination rechtswirksam beansprucht, ist umstritten. Es wird darauf verwiesen – beispielsweise im Grundtext des Synodalen Wegs „Frauen in Diensten und Ämtern in der Kirche“ –, dass das Schreiben von Johannes Paul II. von 1994 nicht die formale Struktur habe, die nötig wäre, um einen endgültigen Beschluss zu fassen. „Er verwendet Worte, die in die Nähe gehen. Aber er beruft sich nicht mit den notwendigen Formen auf seine Autorität als Bischof von Rom“, so die Theologin Dorothea Sattler. „Ich halte das Schreiben von Johannes Paul II. dogmatisch nicht für letztverbindlich.“ Es entspreche nicht den in c. 749 § 1 CIC genannten Kriterien für die Qualifizierung einer unfehlbaren Lehrverkündung des Papstes.
2023 äußerte auch Kardinal Jean-Claude Hollerich Zweifel; das Verbot der Frauenordination sei „wahrscheinlich“ keine unfehlbare Lehre des Papstes. „Mit der Zeit“ könne ein Papst diese Frage anders entscheiden. Papst Franziskus bestätigt dies in seinem am 2. Oktober 2023 veröffentlichten Schreiben, wonach das letzte Wort im Streit über die Priesterweihe für Frauen noch nicht gesprochen sei.  Denn “die genaue Natur einer „endgültigen Erklärung“ sein noch nicht vollständig entwickelt”.
Aber letztlich kann die Frage nach der Endgültigkeit oder Unfehlbarkeit von Ordinatio sacerdotalis nach Auffassung des Kirchenrechtlers Norbert Lüdecke dahin stehen. Anders als Gott ist der Papst als Mensch nicht vor einem Irrtum gefeit. „Wenn es bessere Argumente zur Bestreitung der Unfehlbarkeit der Lehre von Ordinatio Sacerdotalis gibt, dann müssen sie wegen des Grundsatzes des c. 749 § 3 CIC vorgetragen werden. Dies liefe darauf hinaus, dass der Papst in Ausübung seines ordentlichen Lehramtes irrtümlich eine Lehre für irreformabel erklärt hätte.“ Papst Pius XII. drückte es im Zusammenhang mit der Gültigkeit der Priesterweihe in Sacramentum ordinis so aus: „Alle wissen, dass die Kirche, was sie festgelegt hat, auch verändern und abschaffen kann“ (DH 3858); nach Auffassung der Theologin Julia Knop sei es eine Trivialität, dass „die Kirche ihre eigenen Beschlüsse revidieren kann“.

## Kritik an der Lehre vonOrdinatio Sacerdotalis
Auch inhaltlich wird Ordinatio sacerdotalis kritisiert. Nicht nur Theologen und Laienbewegungen akzeptieren den Frauenausschluss nicht, sondern auch Amtsträger der Kirche, wie die Debatte zur Frauenordination zeigt.
Ausdrücklich äußerte die Generaloberin der Oberzeller Franziskanerinnen, Schwester Katharina Ganz, sie könne den Ausschluss der Frauen von Weiheämtern „nicht als unverrückbare göttliche Weisung anerkennen“. Auch der Vorsitzende der Deutschen Bischofskonferenz, der Limburger Bischof Georg Bätzing, widerspricht Papst Johannes Paul II.: „Für mich ist die Frage nicht abgeschlossen, sondern sie ist als eine offene Frage da in der Kirche und muss als solche auch behandelt werden“.
Explizite Kritik durch Selbstermächtigung übten die „Donau-Sieben“, indem sie sich 2002 kirchenrechtswidrig zur Priesterinnen weihen ließen und mittlerweile etwa 300 Nachfolgerinnen fanden. Ihre Kritik haben sie in mehreren Schreiben an den Vatikan 2002 und 2003 ausführlich theologisch begründet.
Besonders deutlich fällt die Kritik von Wissenschaftlern, insbesondere von Theologen aus. Der ehemalige Rektor der Philosophisch-Theologischen Hochschule Sankt Georgen, der Jesuit Ansgar Wucherpfennig, meinte, „dass es aus theologischer Sicht sinnvoll ist, dieses Verdikt aufzugeben, das Tabu in der Diskussion ist ohnehin schon gefallen“. In einer ausführlichen Auseinandersetzung mit Ordinatio sacerdotalis bezeichnen Raming und Rohn das Schreiben als „fehlerhaft und frauenfeindlich“. Sie weisen – mit Verweis auf die römischen Dokumente Gaudium et spes und Pacem in terris – darauf hin, dass es gegenüber der Zeit des II. Vatikanums deutliche Rückschritte in der Frage der Gleichberechtigung der Frauen mache.
Die Benediktinerin Philippa Rath von der Abtei St. Hildegard geht 2023 davon aus, dass in 10–20 Jahren die ersten Priesterinnen in der römisch-katholischen Kirche geweiht werden.

## Initiative zur Überprüfung der Lehre
Mittlerweile findet die Kritik an dem Lehrschreiben nicht nur eine breite Mehrheit unter den Katholiken Deutschlands, sondern auch unter den Bischöfen. Auf dem Synodalen Weg in Deutschland wurde im September 2022 mit einer Mehrheit von 92 % der Teilnehmer und 82 % der Bischöfe beschlossen, den Vatikan um Prüfung der Lehre von Ordinatio sacerdotalis zu bitten: 
Die Lehre von ‚Ordinatio Sacerdotalis‘ wird vom Volk Gottes in weiten Teilen nicht angenommen und nicht verstanden. Darum ist die Frage an die höchste Autorität in der Kirche (Papst und Konzil) zu richten, ob die Lehre von ‚Ordinatio Sacerdotalis‘ nicht geprüft werden muss: Im Dienst der Evangelisierung geht es darum, eine entsprechende Beteiligung von Frauen an der Verkündigung, an der sakramentalen Repräsentanz Christi und am Aufbau der Kirche zu ermöglichen. Ob die Lehre von ‚Ordinatio Sacerdotalis‘ die Kirche unfehlbar bindet oder nicht, muss dann verbindlich auf dieser Ebene geprüft und geklärt werden.
Bei ihrem Ad-limina-Besuch vom 13. bis 18. Dezember 2022 haben die deutschen Bischöfe im Vatikan diese Position vorgetragen und verteidigt, was zu deutlicher Kritik führte und eine heftige Kontroverse auslöste.

## Quelle
- AAS 86 (1994), 545–548, auch in (Lateinisch/Deutsch): Denzinger-Hünermann, Enchiridion Symbolorum, Herder, Freiburg u. a., 44. Aufl. 2014, Nr. 4980–4983 (= DH 4980–4983)